# Никола Шиндик
Никола Шиндик (Земун, ФНРЈ, 1958) српски је књижевник и ликовни уметник. Бави се видео-артом, видео и звучним инсталацијама, визуелном поезијом и многим другим формама уметничког изражавања.
Уметношћу се активно бави од 1978. године (серија изложби под заједничким називом „Мртва природа“). Током седамдесетих и раних осамдесетих година двадесетог века учествовао је у раду уметничке групе Клокотризам.
Осим стандардних видова изражавања, Шиндик је, у оквиру истоименог концепта испитивао границе и могућности уметности - инсистирајући на перформансима тј. конвенционалним ритуалима или, једноставно речено - догађајима.
Шиндик је учесник бројних групних изложби у земљи и иностранству, укључујући видео-арт и фестивале алтернативног театра (Бијенале визуелне поезије у Сао Паолу, Мексико Ситију, изложба у Лудвиг музеју, Октобарски салон у Београду, Јесењи салон у Београду итд).
Аутор је бројних уметничких ликовних пројеката познатих као Jam Sessions у којима су учествовали многи уметници.
Оснивач и покретач издавачког пројекта Библиотека 12+1.
Члан је Удружења ликовних уметника Србије и Удружења књижевника Србије.

## Изложбе
- Ко је убио Бамбија? - Срећна галерија, СКЦ, Београд, 1992.
- Три Шиндика терају инат - Срећна галерија, СКЦ, Београд, 1998.
- Песме без речи - Галерија УЛУС, Београд, 2001.
- Гомила-пребројавање (заједно са Савом Пековићем и Ђорђем Арнаутом)- Галерија СУЛУЈ, Београд, 2002.
- Ко сам ја? - Галерија Циркус, СКЦ, Београд, 2003.
- Папиркаменмаказе - Галерија Стара Капетанија, Земун, 2004.
- Танго соло - Галерија Стара Капетанија, Земун, 2010.
- Сећања Снови Привиђања (Слободан Бока Костадиновски, Миленко Михајловић, Никола Шиндик)- Галерија УЛУС, Београд, 2015.

## -{Jam Sessions}ауторски пројекти -
- Лице ствари - Икар - Галрија куба ваздухопловства, Земун,Београд, 2010.
- Двосмерност - Икар - Галрија куба ваздухопловства, Земун,Београд, 2009.
- Сликовни речник - Икар - Галрија куба ваздухопловства, Земун,Београд, 2008.
- Будни снови бесани дневници - Велика галерија ДКСГ, Београд, 2007.
- Соба са погледом - Галерија Плато, Београд;1994, Срећна галерија, СКЦ, Београд, 1995.
- Вратите лице осмеху - Галерија Сунце, Београд, 1993.
- Бамбиленд - Срећна галерија, СКЦ, Београд, 1992
- Поздрав из Београда - Плато, Београд, 1992.
- Вођа по други пут међу Србима - Галерија Вук, Београд, 1991.

## Конвенционали ритуали (перформанси)
- No pasaran - Шиндици се забављају - Павиљон Цвијета Зузорић, Београд, 2006.
- No pasaran - Минут, јер сте то ви тражили - Велика галерија Централног дома војске Србије - 7.(20)Крајишки ликовни салон, Београд, 2006.
- No pasaran - Нико мени је име - Дом културе Студентски град - Алетрнативе филм видео, Београд, 2005.
- No pasaran - Милосрдни анђео - Павиљон Цвијета Зузорић, Београд, 2006.
- No pasaran - Колача и игара - Павиљон Цвијета Зузорић, Београд, 2005.
- No pasaran - Проклета авлија - Удружење књижевника Србије - 42. међународни сусрет писаца, Београд, 2005.
- Ако имам П. жабу у глави - Галерија СКЦ, Београд, 2000.
- Мрак не види мене, а ја видим тебе - Павиљон Цвијета Зузорић, Београд, 2000.
- Ускршњи обед за киклопа - УЛУС Ратни атеље, Београд, 1999.
- Уметност као навика-естетика непристајања - ИМАФ, Оџаци, 1998.
- Ту негде у подножју свемира - Галерија НУБС, Београд, 1994.
- Уметност као навика - Галерија Народног фонда, Крсмановићева кућа, Београд, 1993.
- Из главе двадесете - Галерија Сунце, Београд, 1993.
- Пролеђна симфонија - Галерија ОКЦ, Загреб, 1989.
- Агрегатна стања рибе - Биоскоп Топчидерска увеуда, Београд, 1988.
- Реалистички манифест - Театар поезије, Београд, 1988.
- Дишан - БЕЗ - Дом омладине, Београд, 1987.
- Перпетуум пенетрабиле Но. 7 - Феникс, Гусарски дом, Сплит, 1985.
- - Галерија СКЦ, Београд, 1986.
- Идентитет-криза-идентитет - Галерија КЦБ, Београд, 1984.

## Књиге
- Папиркаменмаказе - Плато, Београд, 2004.
- Књига отварања - Зора, Книн-Београд, 2006.
- No pasaran - Градац, Рашка, 2009.